# Pince de Homard
La Pince de Homard (Sh2-157, ou LBN 537) est une nébuleuse en émission faible mais de taille considérable visible dans la constellation de Cassiopée. L'aspect diffus du nuage en forme de pince de homard lui a valu son nom.
Elle est située sur le bras de Persée et est directement reliée à la grande association OB Cassiopeiae OB2 (Cas OB2). La partie nord du nuage a une forme annulaire, provoquée par l'action du vent stellaire de plusieurs étoiles géantes, tandis que le secteur sud apparaît excité par le rayonnement lumineux des étoiles de classe spectrale O.
À l'intérieur se trouve un amas d'étoiles très jeunes, représentant la dernière génération d'un processus de formation d'étoiles qui comprend l'association Cas OB2 elle-même et l'amas ouvert voisin NGC 7510.

## Observation
La nébuleuse est située dans la partie la plus occidentale de la constellation, à la frontière avec Céphée. La région dans laquelle elle se trouve peut être identifiée à mi-chemin sur la ligne joignant les étoiles β Cassiopeiae et ζ Cephei, respectivement de magnitude 2,27 et 3,39, à environ 1,5° au sud de l'amas ouvert M52. Il n'est pas observable optiquement, donc ni des jumelles ni un télescope amateur ne sont capables de le voir. Il peut être repris dans des photographies à longue exposition, où il se présente comme une nébulosité diffuse vaste et ténue, avec des régions plus brillantes au centre et un grand arc dans la direction du nord. Le fond est très riche en champs d'étoiles, sur lequel se détache l'amas ouvert NGC 7510, en direction du nord-ouest, qui peut également être facilement observé aux jumelles.
Céphée et Cassiopée sont deux constellations caractéristiques du ciel boréal d'automne. La région céleste dans laquelle se trouve le système nébuleux atteint sa hauteur maximale au-dessus de l'horizon dans le ciel du soir entre octobre et décembre. La déclinaison fortement septentrionale signifie qu'il n'est facilement observable que depuis les régions de l'hémisphère nord, où il est circumpolaire depuis la plupart de ses latitudes ; de l'hémisphère sud, sa visibilité est limitée uniquement aux latitudes tropicales et subtropicales et il est toujours visible assez bas sur l'horizon nord.

## Caractéristiques

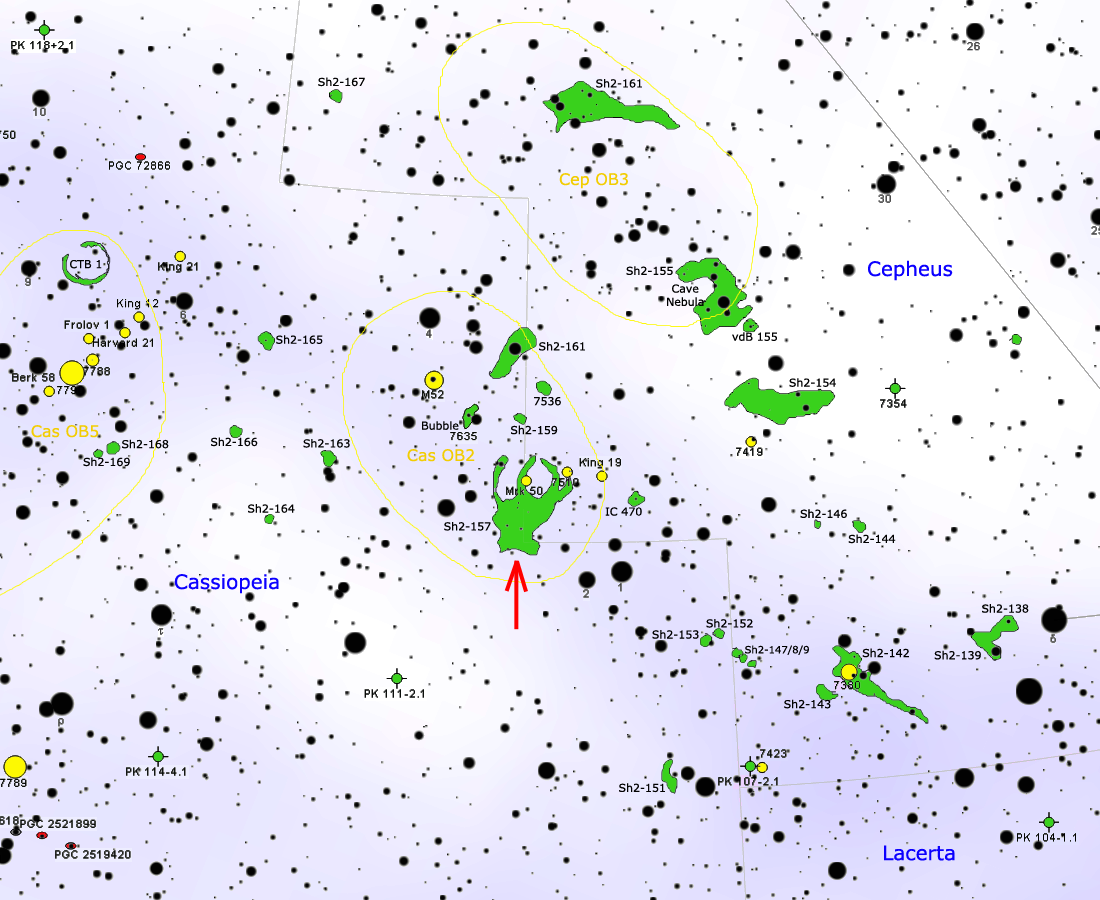
Carte de la région de Cas OB2 ; Sh2-157 est mis en évidence. L'étoile à droite de l'image est Delta Cephei.

La nébuleuse est associée à un grand nombre de jeunes étoiles, comme c'est typique des régions H II, y compris la brillante WR 57, une étoile Wolf-Rayet d'un âge estimé à 7,5 millions d'années, située à l'intérieur de l'amas Mrk 50 dans la partie nord du nuage. Cet amas est composé de quelques étoiles de grande masse très proches les unes des autres, parmi lesquelles se détache HD 219460, une supergéante de la classe Wolf-Rayet aussi cataloguée comme WR 157, qui est une étoile binaire dont la compagne est une brillante géante de classe spectrale B1II avec une période orbitale d'environ deux jours. Les modèles évolutifs de la région suggèrent que les processus de formation d'étoiles à travers cette région du bras de Persée ont d'abord affecté la région d'où est issue l'association Cas OB2 puis se sont étendus à la formation de l'amas NGC 7510 et enfin à Mrk 50, qui est donc le produit de la dernière génération d'étoiles de la région.
La nébuleuse contient des régions très compactes, parmi lesquelles la plus visible est Sh2-157A. Il s'agit d'une concentration bien visible dans la bande Hα, où la principale source d'ionisation des gaz semble être une étoile de classe O8 ou B0. Le nuage peut être divisé en deux composantes : la composante A, correspondant au nuage optiquement visible, et la composante B, qui consiste plutôt en la région sombre détectable sur les photographies. La quantité d'hydrogène ionisé présente dans le composant A est considérablement inférieure à la masse de l'étoile centrale, ce qui suggère qu'une certaine quantité d'hydrogène neutre est également présente. Le composant B, quant à lui, est constitué de poudres non illuminées. Sa distance est comparable à celle de la nébuleuse diffuse derrière elle, dont elle fait partie. Un deuxième amas moins brillant a été catalogué comme Sh2-157B. En superposition de ces structures s'ajoute une source de rayonnement infrarouge notée IRAS 23138+5945, placée en association avec l'amas ouvert BDS2003. Les deux objets sont à environ 2 500 pc (∼8 150 al) du système solaire.
Les mesures de distance ont fourni des résultats relativement compatibles dans le temps : selon certaines études, la supergéante bleue HD 219287, l'une des étoiles les plus brillantes et les plus massives de l'association Cas OB2, serait également parmi les étoiles excitatrices des gaz du nuage. D'après le Catalogue des étoiles de Wolf-Rayet, l'étoile WR 157 se trouve à 3 390 parsecs. Cependant, toutes les études tendent à associer cette région à l'association Cas OB2, qui serait ainsi localisée dans la partie la plus externe du Bras de Persée.